# Ricardo Orlando Seirutti

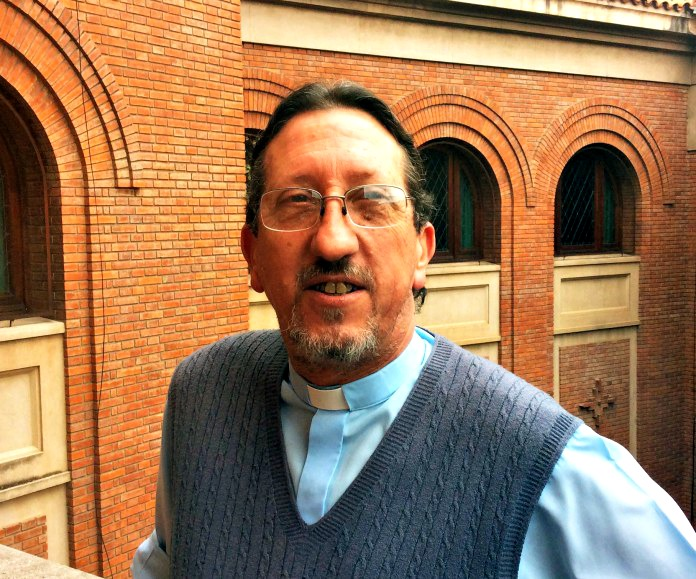
Ricardo Orlando Seirutti

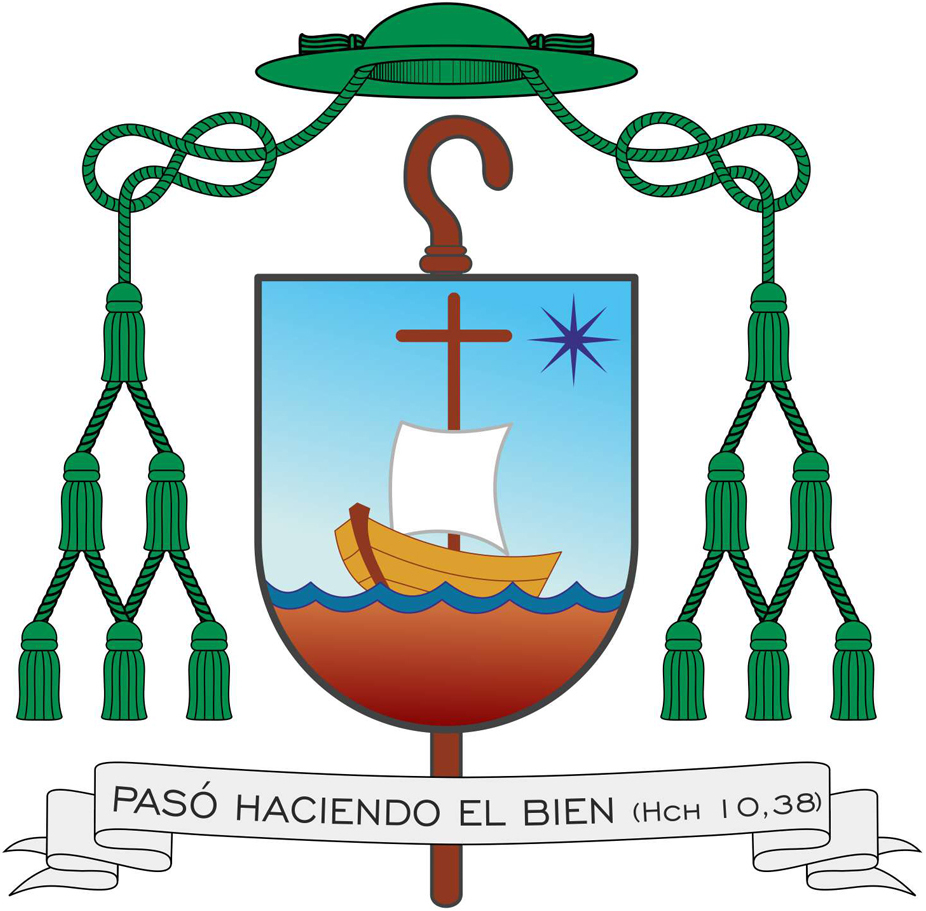
Bischofswappen Ricardo Orlando Seiruttis

Ricardo Orlando Seirutti (* 31. Juli 1956 in Buenos Aires, Argentinien) ist ein argentinischer römisch-katholischer Geistlicher und Weihbischof im Erzbistum Córdoba.

## Leben
Ricardo Orlando Seirutti empfing am 6. Oktober 1988 durch Raúl Francisco Kardinal Primatesta das Sakrament der Priesterweihe für das Erzbistum Córdoba.
Am 7. November 2015 ernannte ihn Papst Franziskus zum Titularbischof von Bela und zum Weihbischof in Córdoba. Die Bischofsweihe spendete ihm der Erzbischof von Córdoba, Carlos José Ñáñez, am 18. Dezember desselben Jahres. Mitkonsekratoren waren Weihbischof Pedro Javier Torres aus Córdoba und der Bischof von Pberá, Damián Santiago Bitar.